# Dasylirion
Dasylirion Zucc. è un genere di piante angiosperme monocotiledoni della famiglia Asparagaceae, nativo del Messico e della parte sudoccidentale degli Stati Uniti d'America.

## Tassonomia
Il Sistema Cronquist assegna tradizionalmente il genere Dasylirion alla famiglia delle Liliacee.
Nella classificazione APG II il genere era stato inserito nella famiglia delle Ruscaceae, ma tale raggruppamento è stato disconosciuto dalle successive classificazioni APG III e APG IV, che collocano il genere nella famiglia delle Asparagacee, sottofamiglia Nolinoideae.
Il genere comprende le seguenti specie:
- Dasylirion acrotrichum (Schiede) Zucc.
- Dasylirion berlandieri S. Wats.
- Dasylirion cedrosanum Trel.
- Dasylirion durangense Trel.
- Dasylirion gentryi Bogler
- Dasylirion glaucophyllum Hook.
- Dasylirion graminifolium (Zucc.) Zucc.
- Dasylirion leiophyllum Engelm. ex Trel.
- Dasylirion longissimum Lem.
- Dasylirion longistylum J.F.Macbr.
- Dasylirion lucidum Rose
- Dasylirion micropterum Villarreal, A.E.Estrada & Encina
- Dasylirion miquihuanense Bogler
- Dasylirion occidentalis Bogler ex Hochstätter
- Dasylirion palaciosii Rzed.
- Dasylirion parryanum Trel.
- Dasylirion quadrangulatum S.Watson
- Dasylirion sereke Bogler
- Dasylirion serratifolium (Karw. ex Schult. & Schult.f.) Zucc.
- Dasylirion simplex Trel.
- Dasylirion texanum Scheele
- Dasylirion treleasei (Bogler) Hochstätter
- Dasylirion wheeleri S.Watson ex Rothr.

### Binomi obsoleti
- Dasylirion bigelovii Torr. = Nolina bigelovii (Torr.) S.Watson